# Никола Балтаджиев – Балтата
Никола Балтаджиев – Балтата е български художник.

## Биография
Никола Балтаджиев е роден на 5 октомври 1925 г. в Сливен. Произхожда от стар известен сливенски род.
След гимназията учи илюстрация при проф. Илия Бешков и живопис при проф. Ненко Балкански в Художествената академия в София.
След дипломирането си работил като художествен редактор и художник в областта на приложната графика – рисува илюстрации за списания и вестници, прави художествено-пространствено оформление на изложби у България и в чужбина.
След пенсионирането си през 1989 г. е на свободна практика. Живее и работи в София.
Умира на 12 юли 2019 г. в София.

## Творчество
2010 г. – изложба „85 години на Никола Балтаджиев – Балтата“: живопис, графика, плакат и рисунка от различните му творчески периоди в Художествената галерия „Димитър Добрович“ – Сливен.
Участва в общи изложби в София. Десетки картини подарява на приятели. Присъства в колекциите на интелектуалци от Австрия, Русия, Чехия.